# Erebia hilaris
Erebia hilaris är en fjärilsart som beskrevs av Goltz 1930. Erebia hilaris ingår i släktet Erebia och familjen praktfjärilar. Inga underarter finns listade i Catalogue of Life.